# Oliver Kluck
Oliver Kluck (* 1980 in Bergen auf Rügen) ist ein deutscher Schriftsteller und Dramatiker. 

## Leben und Wirken
Nach einer Berufsausbildung zum Wasserbauer begann Kluck in Warnemünde ein Studium der Ingenieurwissenschaften, wechselte aber 2006 ans Deutsche Literaturinstitut Leipzig um Prosa, Dramatik und Neue Medien zu studieren.
In der Spielzeit 2010/2011 lieferte er für das Deutsche Nationaltheater Weimar eine Reihe von Texten. Im Oktober 2010 wurde Oktoberlabor im Kesselsaal des Weimarer E-Werkes aufgeführt. Es folgten Novemberlabor sowie 2011 Aprillabor und Mailabor. Am Schauspielhaus Graz wurden in der Spielzeit 2011/2012 unter dem Motto „Von der Industrie lernen – Über die Möglichkeiten zur Steigerung der Effizienz“ drei seiner Texte aufgeführt. Die erste Premiere mit dem Titel Der Wiederaufbau des Haider-Denkmals gab es im Oktober 2011. Nach dem Stück Der Untergang des Hauses Wuppertaal folgte als Finale im April 2012 unter der Regie von Christina Rast die Premiere von Mein Name ist Programm. Sein Stück Über die Möglichkeiten der Punkbewegung wurde im November 2011 am Volkstheater Rostock aufgeführt.
Sein Text Die Froschfotzenlederfabrik wurde unter der Regie von Anna Bergmann im Dezember 2011 im Kasino am Schwarzenbergplatz des Wiener Burgtheaters uraufgeführt und zudem vom SWR unter der Regie von Leonhard Koppelmann als Hörspiel eingerichtet. Im Stück geht es laut Kluck um eine Fabrik zur Herstellung von Spezialkleidung für Neonazis. Im Januar 2012 wurde in Hamburg das Stück Leben und Erben im Malersaal des Schauspielhauses uraufgeführt.
2017 erklärte Kluck im Deutschlandfunk Kultur, dass er mit dem Theater gebrochen habe: Nach seiner anfänglich steilen Karriere sei das Interesse an seinen Texten größtenteils verschwunden, wofür Kluck seine eigene Kritik am Theatersystem verantwortlich machte. Kluck ließ sich zum Lokführer umschulen, kehrte aber 2019 zum Schreiben zurück: „Es war langweilig bei der Bahn.“ Seine Erfahrungen als Lokführer ließ Kluck 2019 in sein satirisches Hörspiel Baader Panik miteinfließen.
Kluck ist für das Verfassen von Beschwerdebriefen bekannt. So schrieb er 2012 einen an die Rostocker Kultursenatorin Liane Melzer, in dem er sich gegen einen künstlerischen Bildungsauftrag aussprach und seine eigene Vorstellung von Theater deutlich machte: „Das Theater ist keine Schule und auch kein schulisches Ergänzungsangebot, sondern ein Ort der Subjektivität. Der Spielplan des Theaters ist kein Lehrplan, sondern eine reine Befindlichkeit und Befindung … Demnach ist das Theater kein Ort der Bildung, sondern ein Ort des Zweifels …“
Klucks Stücke wurden ins Spanische, Tschechische und Polnische übersetzt. Seine Werke sind mehrfach ausgezeichnet worden. Er lebt und arbeitet in Berlin. 

## Auszeichnungen
- 2009: Förderpreis für Junge Dramatik[19] des Berliner Theatertreffens
- 2010: Kleist-Förderpreis für junge Dramatiker, verliehen von der Dramaturgischen Gesellschaft (umfasst neben einem Preisgeld auch eine Uraufführungsgarantie)[20]
- 2011: Literaturpreis des Kulturkreises der deutschen Wirtschaft für Dramatiker
- 2019: Hörspiel des Monats für Baader Panik verliehen von der Deutsche Akademie der Darstellenden Künste[21]

## Werke
| 2009 - Das Prinzip Meese - Zum Parteitag Bananen 2010 - Warteraum Zukunft - Feuer mit mir | 2011 - Über die Möglichkeiten der Punkbewegung - Die Froschfotzenlederfabrik 2012 - Leben und Erben - Mein Name ist Programm | 2014 - Der Hund des alten Mannes - Das Scheißleben meines Vaters, das Scheißleben meiner Mutter und meine eigene Scheißjugend nach dem Buch von Andreas Altmann 2019 - Baader Panik |

## Hörspiele
- 2010 Warteraum Zukunft, Regie: Leonhard Koppelmann (NDR)
- 2011 Die Froschfotzenlederfabrik,  Regie: Leonhard Koppelmann (SWR)
- 2014 Das Scheißleben meines Vaters, das Scheißleben meiner Mutter und meine eigene Scheißjugend,  Regie: Leonhard Koppelmann (SWR)
- 2016 Der Hund des alten Mannes,  Regie: Leonhard Koppelmann (SWR)
- 2019 Baader Panik, Regie: Leonhard Koppelmann (SWR)
- 2022 Antigone GmbH, Regie: Leonhard Koppelmann (SWR)